# Invito a entrare
Invito a entrare (Zaproszenie do wnetrza) è un documentario del 1978 diretto da Andrzej Wajda.